# Hôtel des Amériques
Pour plus de détails, voir Fiche technique et Distribution.
Hôtel des Amériques est un film français réalisé par André Téchiné sorti en 1981.

## Synopsis
Un soir à Biarritz, Hélène, qui est anesthésiste, renverse en voiture un passant prénommé Gilles. Cet accident, sans gravité, permet aux deux protagonistes de se rencontrer. Rapidement, Gilles s'intéresse à Hélène dont le charme est saisissant.
Enchaînant les petits boulots dans le tourisme et habitant dans l'hôtel géré par sa mère et sa petite sœur, Gilles voit cette rencontre comme l'espoir d'un renouveau pour lui. Ce dernier n'hésite donc pas à manifester son intérêt à l'égard d'Hélène. Si celle-ci ne paraît pas incommodée par sa présence, elle peine à faire preuve d'expressivité. Mais malgré la réserve que dégage Hélène, Gilles s'obstine et parvient à entamer une relation avec cette dernière.
Frappé par le détachement dont fait preuve la jeune femme, Gilles parvient finalement à percer son mystère. Il apprend qu'Hélène a récemment perdu son partenaire, un architecte, après que celui-ci s'était noyé. Ayant pour projet de venir vivre avec lui sur la côte basque, elle peine désormais à surmonter le traumatisme engendré par cet évènement. Cependant, au fil des semaines, Hélène semble progressivement reprendre le contrôle des choses. L'irruption de Gilles dans sa vie lui a permis de retrouver le sourire. Paradoxalement, plus la relation entre les deux protagonistes avance, et plus Gilles est dans la tourmente. Voyant dans un premier temps cette rencontre comme un renouveau, il est finalement rongé par cette relation. En réalisant l’amour profond qu’Hélène portait à son ancien partenaire, Gilles ne peut s’imaginer autrement que comme un remplaçant de fortune.
Les interactions entre les deux personnages révèlent une tension palpable, oscillant entre désir et doutes tout au long du film. Gilles aspire à une connexion authentique avec Hélène, mais ses insécurités entravent leur progression. Hélène, tout en étant attirée par Gilles, se retrouve tiraillée entre ses sentiments présents et son attachement passé. De cette dualité voit le jour une relation à la fois belle et déchirante.

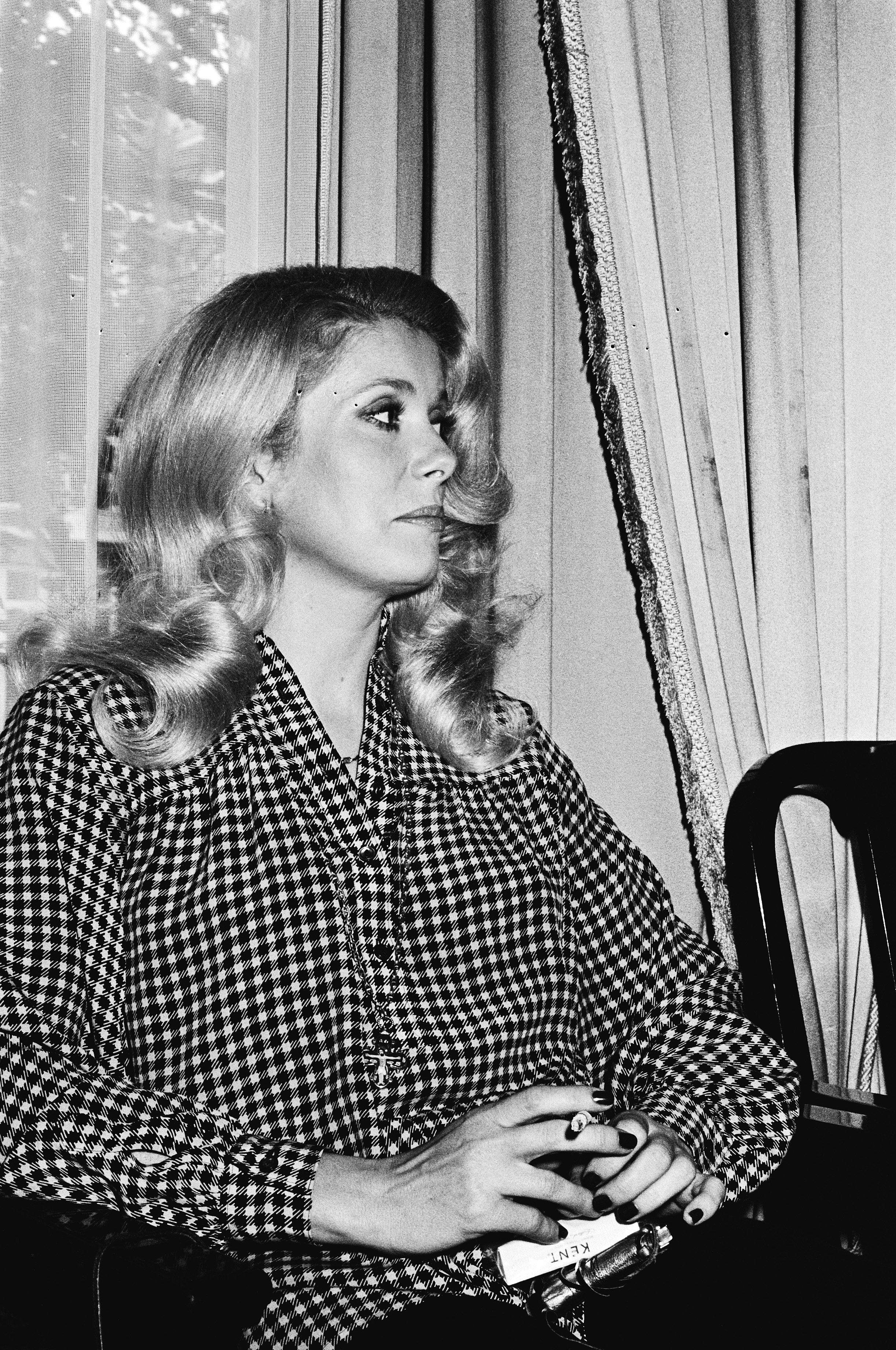
Catherine Deneuve interprète d'Hélène (1979).

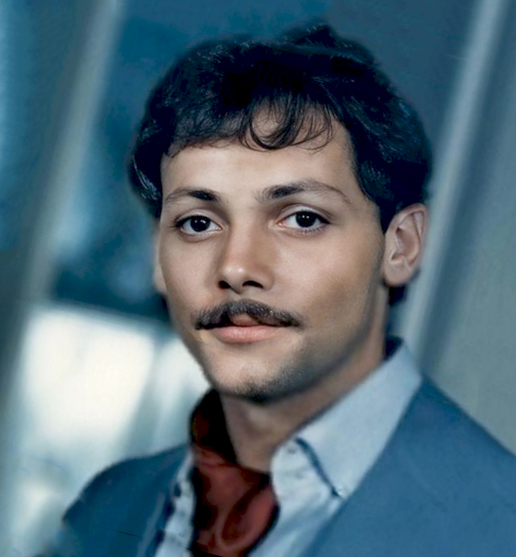
Patrick Dewaere interprète de Gilles (1975).

## Fiche technique
- Titre : Hôtel des Amériques
- Réalisation : André Téchiné
- Scénario et dialogues : André Téchiné et Gilles Taurand
- Photographie : Bruno Nuytten
- Décors : Jean-Pierre Kohut-Svelko
- Costumes : Christian Gasc
- Montage : Claudine Merlin
- Musique : Philippe Sarde
- Son : Paul Lainé
- Assistants réalisateurs : Alain Centonze, Charlotte Trench, Bruno François-Boucher
- Production : Alain Sarde, pour Sara Films
- Producteur exécutif : Louis Grau
- Directeur de production : Christine Gozlan
- Distribution : Parafrance Films
- Pays d'origine :  France
- Format : Pellicule 35 mm, couleur
- Genre : drame psychologique, film romantique
- Durée : 95 minutes
- Année de production : 1981
- Date de sortie : 2 décembre 1981 (à Paris)

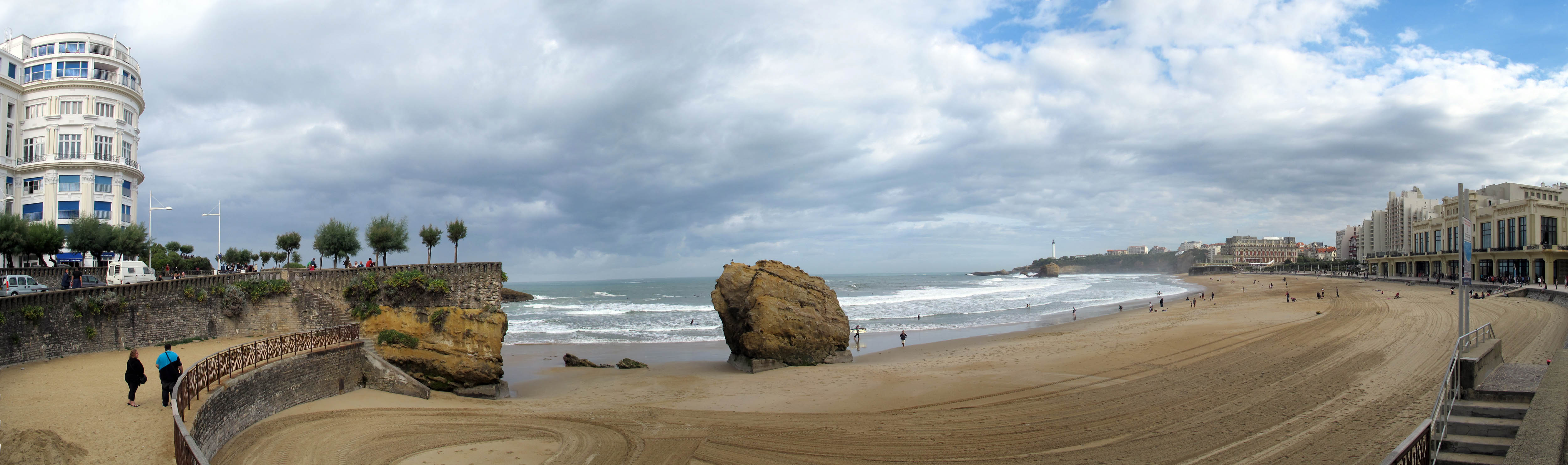
La grande plage de Biarritz hors saison, lieu du tournage du film d'André Téchiné.

- Affiche : René Ferracci (France)

## Distribution
- Catherine Deneuve : Hélène
- Patrick Dewaere : Gilles Tisserand
- Étienne Chicot : Bernard
- Sabine Haudepin : Elise Tisserand
- Dominique Lavanant : Jacqueline
- Josiane Balasko : Colette
- François Perrot : Rudel
- Jean-Louis Vitrac : Luc
- Frédérique Ruchaud : la mère de Gilles
- Francine Rabas : la caissière
- Jacques Dichamps : un client de l'hôtel
- Michel Sauvage : l'employé SNCF
- Rosemary Linousy : la cliente inconnue
- Michèle Ban de Loménie : la mère de Colette

## Sortie et accueil
Le film ne rencontre pas un véritable succès commercial au moment de sa sortie, avec près de 500 000 entrées en fin d'exploitation.
| Semaine | Semaine                   | Rang | Entrées | Cumul   | no 1 du box-office hebdo. |
| ------- | ------------------------- | ---- | ------- | ------- | ------------------------- |
| 1       | du 2 au 8 décembre 1981   | 7    | 116 443 | 116 803 | La Soupe aux choux        |
| 2       | du 9 au 15 décembre 1981  | 8    | 82 140  | 198 943 | La Chèvre                 |
| 3       | du 16 au 22 décembre 1981 | 14   | 52 024  | 250 967 | La Chèvre                 |
| 4       | du 23 au 31 décembre 1981 | 21   | 56 091  | 307 058 | La Chèvre                 |
| 5       | du 1er au 5 janvier 1982  | 24   | 28 443  | 335 501 | La Chèvre                 |
| 6       | du 6 au 12 janvier 1982   | 19   | 38 550  | 374 051 | La Guerre du feu          |

## Autour du film
- André Téchiné aborde dans ce film les thèmes de la rencontre, de l'amour passionné, mais aussi de la fatalité et de la solitude.
- Téchiné a écrit un scénario original afin d'exaucer son vœu de réunir à l'écran Catherine Deneuve et Patrick Dewaere.
- Ce film marque la rencontre du cinéaste avec Catherine Deneuve. Elle est pour lui selon ses propres mots « un sphinx à déchiffrer »[2], souci qui va l'amener à la retrouver très régulièrement (7 films à ce jour).
- Le parc du château de Biaudos, ancienne propriété de la famille d'un ancien maire et armateur bayonnais, Jean Pierre Basterrèche, a servi de décor au film[3].

## Lieux de tournage
Le film a principalement été tourné à Biarritz, Anglet et Bayonne dans les Pyrénées-Atlantiques.
À Biarritz : 
- Tunnel situé boulevard du Maréchal-Leclerc.
- Boulevard du Général-de-Gaulle.
- Sous les arcades de l'avenue Édouard-VII.
- À l'angle de la rue Lavernis et de la rue Gardères.
- À l'angle de l'avenue Joseph-Petit et de l'avenue Édouard-VII.
- Dans un appartement de la résidence Bellevue Clemenceau, située place Bellevue.
- Sur le parking de l'esplanade de Port Vieux.
- Au Casino de Biarritz.
- Sur la Grande Plage.
- Sur l'esplanade Élisabeth-II, au pied du phare.
- Devant l'Aquarium de Biarritz, sur le plateau de l'Atalaye.
- Au lieu-dit de la Descente Piron, qui relie le boulevard Édouard-VII au boulevard du Général-de-Gaulle.
- Sur le boulevard Marcel-Dassault.

À Anglet : 
- Sur la promenade de la Chambre d'Amour.
- À l'aéroport de Biarritz-Pays basque (situé sur la commune d'Anglet).

L'ensemble des scènes de gare furent tournées en gare SNCF de Bayonne.
Le château de Biaudos, situé non loin de Biarritz, a également servi de décor.